# Чарівне місто (телесеріал)
«Чарівне місто» (англ. Magic City) — американська телевізійна драма, мінісеріал, створений Мітчем Глейзером для телеканалу Starz. У головних ролях знялися Джеффрі Дін Морган, Ольга Куриленко та інші актори. Прем’єра мінісеріалу відбулася 30 березня 2012 — 9 серпня 2013 року.

## Синопсис
Історія Айка Еванса (актор Джеффрі Дін Морган), власника гламурного готельно-курортного комплексу «Мірамар», розгортається у 1959 ріці, в Маямі, штат Флорида, після Кубинської революції. Еванс змушений укласти кабальний контракт із босом організованої злочинності міста, Беном Даймондом (актор Денні Г'юстон), аби забезпечити успіх свого блискучого закладу.

## Виробництво
Прем’єра пілотного епізоду була анонсована 30 березня 2012 року, відбулася — 6 квітня. Starz продовжив серіал на другий сезон 20 березня 2012 року. 14 червня 2013 року відбулася прем'єра 2 сезони. 5 серпня 2013 року стало відомо, що Starz відмовляються від подальшого виробництва серіалу.

## Основний акторський склад
- Джеффрі Дін Морган — Айк (Айзек) Еванс, власник та менеджер «Мірамар Плая», найшикарнішого готелю та курорту Маямі.
- Ольга Куриленко — Віра Еванс, друга дружина Айка, мачуха Стіві, Денні і Лорен; колишня танцівниця нічного клубу Віра Круз; навернула Айка в юдаїзм.
- Стівен Стрейт — Стіві (Стівен) Еванс, старший син Айка, «поганий хлопчик», менеджер готелю «Мірамар» — «Атлантіс Лодж».
- Джессіка Маре — Лілі Даймонд, третя дружина Бена Даймонда, коханка Стіві Еванса.
- Крістіан Кук — Денні (Деніел) Еванс, молодший син Айка, студент-юрист.
- Єлена Сатіне — Джуді Сільвер, повія, яка працює в готелі, і виконує доручення Айка і Стіві.
- Домінік Гарсія-Лорідо — Мерседес Лазаро, економка готелю, навчається на стюардесу в «Пан-Амерікен», любовний інтерес Денні.
- Тейлор Блеквелл — Лорен Еванс, дочка-підліток Айка (у другому сезоні — періодична роль).
- Денні Г'юстон — Бен Даймонд, єврейський гангстер на прізвисько «М'ясник», прихований головний співвласник «Мірамар».
- Келлі Лінч — Мег Беннок, старша дочка Айка та його першої дружини Моллі (у первому сезоні — періодична роль).

## Список епізодів
| Сезон | Сезон | Епізоди | Прем’єрний показ | Прем’єрний показ |
| Сезон | Сезон | Епізоди | початок          | закінчення       |
| ----- | ----- | ------- | ---------------- | ---------------- |
|       | 1     | 8       | 30 березня 2012  | 1 червня 2012    |
|       | 2     | 8       | 14 червня 2013   | 9 серпня 2013    |